# 大众点评
大众点评网，创建于2003年4月，是美团公司旗下的本地生活信息评论、分享及交易平台，是中国最大的城市生活消费指南网站之一，大众点评网总部位于上海市长宁区安化路492号的易园内。
2018年起，大众点评网开始发布与米其林指南类似的“黑珍珠餐馆指南”系列。

## 历史
2002年，大众点评网创始人CEO张涛从美国返回中國后，参照美国的《查氏餐馆调查》（Zagat Survey）模式创建了大眾點評網站（最初域名为zsurvey.com，后改为dianping.com），其创始成员团队包括李璟、张波、叶树蕻和龙伟。

### 融資
2006年4月，美國的風險投資公司－红杉资本以现金入股的方式向大众点评网注入风险资金。同月，大众点评完成了其改版工作，在内容上新增了四个频道，包括「购物」、「休闲娱乐」、「生活服务」和「活动优惠」等。2007年5月，获得包括红杉资本在内的多家国际知名企业再次投资。2011年4月26日，大众点评网正式对外宣布获得挚信资本、红杉资本、启明创投及光速创投四家风投超过一亿美元的风险投资。2012年8月，再次获得6,000万美元的融资。

### 涉足業務
大众点评网在2005年便涉足移动互联网，在蘋果公司重新定义智能手机之后，大众点评网於2009年推出了其在iPhone和安卓系統上的应用，之后分别推出了周边快查和团购的应用。
自2005年开始，大众点评在上海开展了会员打折卡服务，目前已发展到北京、杭州、广州和南京，与数千家商户开展打折服务合作。
大众点评於2010年进入团购市场，在歷經中国的团购网站大混战之后，大众点评团购业务在2013年6月底之時以24.14%的市场份额占据中國市场份额第二的位置。
2012年下半年，大众点评正式推出了预约预定的业务。
2015年10月8日，大众点评网与美团网共同成立新公司美团点评，新公司将实施联合CEO制度，两家公司在人员架构上保持不变，并将保留各自的品牌和业务独立运营。同年11月初，组织结构再次调整，张涛不再担任新公司联席CEO，而是担任董事长，由王兴担任新公司CEO。11月13日，点评内部举行“致敬老男孩，青春不散场”的活动，点评系的张涛等相继离开核心管理层。

## 荣誉
2006年，大众点评网获中国互联网品牌50强--生活服务类第1名（中国互联网协会）；2007年12月大众点评网获《互联网周刊》评选的2007中国商业网站排行榜--生活服务类第一名；2008年《互联网周刊》中国商业网站排行榜餐饮类第一名；2009年3月获得“2009艾瑞新经济奖”生活社区类最佳成长互联网企业。

## 客户端软件
大众点评除了可以通过电脑版网页访问，在Android、iPhone、Symbian S60手机平台也有客户端软件提供，可通过GPS定位寻找附近的餐馆。此外还有Wap版提供给其它类型的手机。

## 争议
大众点评网多次因网友侮辱性（或者情绪激动的争议性评论）评论惹上官司，并被批评操纵评论。
2007年大众点评网被口碑网针对其开发的“搬家”工具，以及长达一个月的点评搬家行为激怒，引发行业内对互联网公平竞争的广泛讨论。

### 麦当劳团购事件
2013年10月28日，大众点评的团购上线了一个“仅售9.9元，价值19.5元超值团购套餐”，随即引起消费者的哄抢，在半天之内售出22万余份，大众点评网发现之后将该团购下线，麦当劳发表公告称未与任何团购网站洽谈团购事宜，因为团购下线，之前哄抢的消费者逐渐出现了一些不满情绪，大众点评随即在麦当劳发表公告两个小时之后声明会和麦当劳进一步洽谈，并承诺“大众点评会确保消费者的权益不受任何损失”、“大众点评会负责到底”，经过协商和内部磋商，大众点评网于10月29日17:12分发表公告，决定承担责任和损失，虽然消费者只为每单支付了9.9元，不过还是按照全额19.5元每单的价格退还给了消费者，并于10月30日12:00分之前退还了所有退款，此举给大众点评网造成了两百余万元的损失，不过得到了消费者的普遍赞赏，有消费者称“年度最佳理财产品，收益率将近100%”。

### 涉嫌泄露隐私
2018年7月，有用户反馈称用户使用微信账号登陆大众点评客户端后，大众点评将用户在大众点评上的关系链与微信等通讯录中的好友捆绑，并将用户对酒店、餐厅的签到、关注、点赞或地址等个人信息分享给平台的好友，被指涉嫌泄露用户隐私。事件曝光后，大众点评回应称将对产品进行整改，其中包括新增“一键停用第三方全部社交关系”等，自7月10日起正式生效。